# Nutri-Metics Open 1988
Nutri-Metics Open 1988 — жіночий тенісний турнір, що проходив на відкритих кортах з твердим покриттям ASB Tennis Centre в Окленді (Нова Зеландія). Належав до турнірів 1-ї категорії в рамках Світової чемпіонської серії Вірджинії Слімс 1988. Відбувсь утретє й тривав з 25 до 31 січня 1988 року. Патті Фендік здобула титул в одиночному розряді.

## Фінальна частина

### Одиночний розряд
Патті Фендік —  Сара Гомер 6–3, 7–6(7–3)
- Для Фендік це був 1-й титул за рік і 1-й — за кар'єру.

### Парний розряд
Патті Фендік /  Джилл Гетерінгтон —  Кеммі Макгрегор /  Синтія Макгрегор 6–2, 6–1
- Для Фендік це був 2-й титул за сезон і 2-й - за кар'єру. Для гетерінгтон це був 1-й титул за рік і 2-й - за кар'єру.